# Willy Haas
Willy Haas (* 7. Juni 1891 in Prag, Österreich-Ungarn; † 4. September 1973 in Hamburg) war ein deutscher Publizist, Filmkritiker und Drehbuchautor.

## Leben
Willy Haas – Sohn eines jüdischen Anwalts – studierte Rechtswissenschaften und war bereits in jungen Jahren mit Franz Werfel, Paul Kornfeld und Johannes Urzidil befreundet und hatte persönlichen Umgang mit Franz Kafka und Max Brod, wodurch sein nachhaltiges Interesse für Literatur geweckt wurde. Zu diesem Kreis, der sich im Prager Café Arco traf, zählte auch Ernst Polak, der Ehemann von Milena Jesenská.
Von 1911 bis 1912 erschien in Prag im Verlag der Johann-Gottfried-Herder-Vereinigung ein Jahrgang der Herder-Blätter, deren Herausgeber Willy Haas und Norbert Eisler waren. An den letzten beiden Heften (Nr. 4 u. 5) hat Otto Pick mitgearbeitet. In den Herder-Blättern haben viele literarische Freunde erstmals veröffentlicht und Willy Haas selbst verfasste Essays für sie.
Nach dem Ersten Weltkrieg ging Haas nach Berlin, wo er neben der redaktionellen Tätigkeit als Drehbuchautor (Die freudlose Gasse) und Filmkritiker (vor allem für den Film-Kurier) arbeitete. Gemeinsam mit Ernst Rowohlt gründete er 1925 die Wochenzeitung Die literarische Welt.

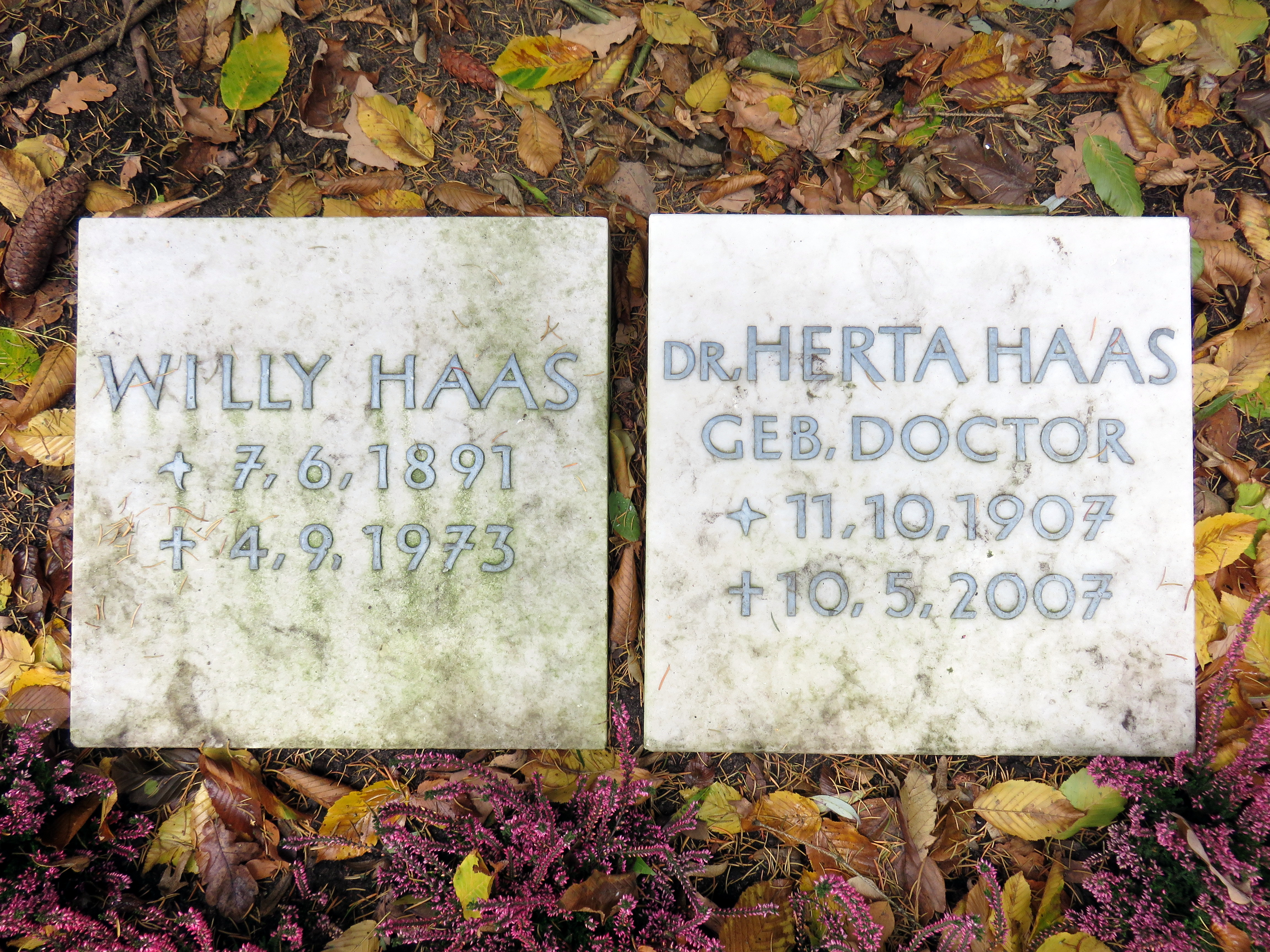
Grab von Willy und Herta Haas auf dem Friedhof Ohlsdorf

Als 1933 seine Berliner Wohnung mehrfach durchsucht wurde, emigrierte er nach Prag, wo er als Zeitungsredakteur, unter anderem für die Prager Presse arbeitete. Die von ihm selbst in Prag gegründete literarische Zeitschrift Welt im Wort musste aus finanziellen Gründen ihr Erscheinen bald einstellen. Nach der deutschen Besetzung Prags 1939 ging er zunächst nach Italien und von dort nach Indien, wo er als Drehbuchautor für mindestens zwei indische Filme von Mohan Bhavnani tätig war. Ein regelmäßiges Einkommen erwirtschaftete er zudem mit einer Tätigkeit als Zensor für die britische Armee in Indien. Nach Kriegsende übersiedelte er 1948 nach Deutschland und lebte in Hamburg. Dort war er unter anderem für Die Welt und Welt am Sonntag sowie für andere Zeitungen, Zeitschriften und den Rundfunk aktiv. Mit seiner Tätigkeit für Die Welt und Welt am Sonntag wollte er dazu beitragen, „die Einheit des deutschen Schrifttums wiederherzustellen“.

## Persönliches
Willy Haas war 1919 bis 1921 mit der Übersetzerin Jarmila Ambrožová, von 1924 bis 1936 mit Hanna Waldeck (ein Sohn, * 1925) und ab 1947 mit der promovierten Historikerin, Frauenrechtlerin und Übersetzerin Herta Doctor verheiratet. Diese wurde später für ihren Kampf gegen Weibliche Genitalverstümmelung bekannt.
Am 4. September 1973 starb er im Alter von 82 Jahren in Hamburg. Willy Haas und seine Ehefrau Herta wurden auf dem Ohlsdorfer Friedhof in Hamburg im Planquadrat AD 5 südwestlich von Kapelle 8 beigesetzt.

## Auszeichnungen
- 1957: Verdienstkreuz I. Klasse des Verdienstordens der Bundesrepublik Deutschland
- 1965: Großes Verdienstkreuz des Verdienstordens der Bundesrepublik Deutschland
- 1971: Filmband in Gold für langjähriges und hervorragendes Wirken im deutschen Film.

## Nachwirkung
- Franz Werfel setzte seinem Jugendfreund Willy Haas in seinem letzten Roman Stern der Ungeborenen mit der Figur des „BH“ ein literarisches Denkmal.
- Zu Haas’ Gedächtnis verleiht Die Welt seit 1999 den WELT-Literaturpreis.
- Beim cinefest – Internationales Festival des deutschen Film-Erbes wird seit 2004 alljährlich durch eine internationale Jury der Willy Haas-Preis für je eine bedeutende Publikation zum deutschsprachigen Film bzw. zum Film in Deutschland in den Kategorien Buch und DVD vergeben.

## Filmografie
- 1922: Der Kampf ums Ich
- 1922: Der brennende Acker
- 1923: Im Namen des Königs
- 1924: Der geheime Agent
- 1924: Dr. Wislizenus
- 1925: Das Mädchen mit der Protektion
- 1925: Die freudlose Gasse
- 1926: Man spielt nicht mit der Liebe
- 1926: Die Brüder Schellenberg
- 1927: Das tanzende Wien
- 1927: Die Weber
- 1928: Heut’ tanzt Mariett
- 1928: Der Biberpelz
- 1928: Therese Raquin
- 1929: Napoleon auf St. Helena
- 1930: Die Galgentoni (Tonka Sibenice)
- 1933: L'amour qu'il faut aux femmes
- 1933: Wege zur guten Ehe (nach van de Velde)
- 1940: Jhoothi Sharm
- 1940: Prem Nagar

## Schriften (Auswahl)
- Herder-Blätter, J.G.Herder-Vereinigung zu Prag, 1911. Faksimilie-Ausgabe im Auftrag der Freien Akademie der Künste in Hamburg zum 70. Geburtstag von Willy Haas (7. Juni 1961), 1962
- Das Spiel mit dem Feuer. Prosaschriften. Verlag Die Schmiede, Berlin 1923.
- Gestalten der Zeit. Kiepenheuer, Berlin 1930.
- Marx und Lenin. Notizen zu zwei neuen Monumentalausgaben. In: Die Literarische Welt. Heft 7, 1932.
- Die literarische Welt. Erinnerungen. List, München 1957, ungekürzte Ausgabe, als: Die literarische Welt. Lebenserinnerungen (= Fischer-Taschenbücher 5607). Fischer-Taschenbuch-Verlag, Frankfurt am Main 1983, ISBN 3-596-25607-0.
- mit Rolf Italiaander: Berliner Cocktail, Beiträge von Hedda Adlon [u. a.]. Zscolnay, Hamburg 1957, 1959, 1965, 1967, 1974, ISBN 3-552-02633-9.
- Bert Brecht (= Köpfe des XX. Jahrhunderts. Band 7, ISSN 0454-1383). Colloquium Verlag, Berlin 1958; 6. Auflage. ebenda 1989, ISBN 3-7678-0764-5.
- Fragmente eines Lebens. Eckhardt, Hommerich u. a. 1960.
- Gestalten. Essays zur Literatur und Gesellschaft. Propyläen-Verlag, Berlin u. a. 1962.
- Nobelpreisträger der Literatur. Ein Kapitel Weltliteratur des 20. Jahrhunderts (= Forum imaginum. Band 1, ZDB-ID 503597-1). Moos, Heidelberg 1962; 2., erweiterte Auflage mit bibliographischem Anhang. Moos, München 1963.
- Hugo von Hofmannsthal (= Köpfe des XX. Jahrhunderts. Band 34). Colloquium-Verlag, Berlin 1964.
- Über die Fremdlinge-Vier weltliche Erbauungsreden, Freie Akademie der Künste in Hamburg, 1966
- Die Belle Epoque, Verlag Kurt Desch, München, 1967